# Buddleja albiflora
Espèce
Synonymes
Classification APG III (2009)
Le Buddleia blanc (Buddleja albiflora), aussi appelé buddleia à fleurs blanches est un arbuste originaire de Chine et appartenant à la famille des Loganiacées (classification classique) ou des Scrofulariacées (classification phylogénétique).
Il existe deux autres orthographes acceptées de Buddleia, soit avec un y (Buddleya) soit avec un j (Buddleja).

## Historique des dénominations
En chinois, ce buddleja est nommé 大叶醉鱼草 "da ye zuiyucao", formé de "zuiyucao" buddleia, morphologiquement « plante enivrant les poissons (les feuilles et racines ont depuis été démontrées toxiques pour les poissons) » et "da ye" « grande feuille ». Les fleurs mises dans l’eau sont réputées enivrer les poissons, ce qui n’est pas surprenant sachant que des terpénoïdes ont été découverts dans la plante.
Il est possible que la première mention de "zuiyucao" 醉鱼草 (buddleja) se trouve dans le Grand Traité de Matière Médicale ("Bencao gangmu" 本草綱目), rédigé par Li Shizhen dans la deuxième moitié du XVIe siècle. Mais l’usage ornemental semble lui, très récent. D’après Peter Valder
C'est une espèce proche du Buddleja davidii dont le nom est dédié au père Armand David, missionnaire lazariste, qui parcourut la Chine dans les années 1860-70 à la recherche de plantes et d’animaux inconnus des occidentaux, qui en fit la première description scientifique avant que son correspondant au Muséum d’Histoire Naturelle de Paris, le botaniste Franchet en donne une description officielle publiée en 1887.
Le nom du genre Buddleja est dédié au révérend Adam Buddle (1660-1715), un médecin pasteur et botaniste amateur anglais.
Son surnom d' "Arbre aux papillons" vient du fait que ses fleurs produisent un nectar très parfumé qui attire un grand nombre de papillons, abeilles et autres insectes.

## Description
- C'est un arbuste de 2 à 5 m de hauteur, aux tiges anguleuses, veloutées et aux fleurs blanches.
- Les feuilles sont caduques (ou semi-caduques), opposées, vertes ou grisâtes, lancéolées, de 10 à 30 cm de long, dentées, à pétiole court (1-5 mm). Le revers est duveteux.
- Les fleurs sont disposées en panicules denses, terminaux, de 10 à 75 cm de long, à corolles en long tube évasé à l’extrémité en quatre larges lobes. Les 4 étamines fixées à l’intérieur du tube alternent avec les lobes.

La floraison s’étale de fin juin à début octobre.
Le fruit est une capsule brune de 5-9 mm de long.

## Écologie
En France, cette espèce est beaucoup plus rare que le buddleia du père David.
Son intérêt apparent pour les papillons (source importante de nectar et pollen) peut être « pondéré » par les arguments suivants :
- si ses fleurs nourrissent effectivement de nombreux papillons adultes (imago), ses feuilles ne sont consommées par aucune de leurs chenilles. Là où il est très présent, il occupe la niche écologique d'espèces autochtones qui n'ont pas résisté à sa concurrence et qui ne pourront donc servir de support au développement des chenilles (bien que quelques chenilles de Sphinx tête de mort (Acherontia atropos) semblent avoir été signalées sur le buddléia qui pourrait donc être une des « plante-hôte de substitution » pour cette espèce.
- comme il pousse facilement sur les friches (friches urbaines et friches industrielles éventuellement polluées) et en bordure de route (où il résiste bien aux taux ambiants d'ozone[3]), il peut attirer des papillons dans des zones polluées ou à risque de collision avec les véhicules.

Le buddleia modifie ainsi la composition de la faune des milieux où il a été introduit.

## Caractéristiques
Organes reproducteurs
- Type d'inflorescence: racème simple
- Répartition des sexes: hermaphrodite
- Type de pollinisation: entomogame
- Période de floraison: juin à septembre.

Graines (produite en grand nombre)
- Type de fruit: capsule
- Mode de dissémination : ?

Habitat et répartition
- Habitat type: fourrés arbustifs médioeuropéens, planitiaires-montagnards, méso à eutrophiles
- Aire de répartition: introduit (Himalaya).

Données d'après: Julve, Ph., 1998 ff. - Baseflor. Index botanique, écologique et chorologique de la flore de France. Version : 23 avril 2004.

## Utilisations
- Cultivé comme plante ornementale.

## Propriétés / toxicité
Cette essence contient des molécules toxiques (aucubine en particulier), ce qui explique que ses feuilles, son écorce et ses racines ne sont pas mangées par la plupart des espèces autochtones là où il a été introduit.
On a trouvé au milieu des années 1990 une nouvelle toxine (methylène quinone diterpène) dans les racines de cette espèce.
Les analyses phytochimiques d’espèces de Buddleja ont aussi montré la présence de flavonoïdes, d’iridoïdes (d’aucubine et de ses dérivés, et de buddlédines), de sesquiterpénoïdes, de phényléthanoïdes et de lignanes.